# Sphyrospermum dissimile
Sphyrospermum dissimile är en ljungväxtart som först beskrevs av Joseph Blake, och fick sitt nu gällande namn av J.L. Luteyn. Sphyrospermum dissimile ingår i släktet Sphyrospermum och familjen ljungväxter. Inga underarter finns listade i Catalogue of Life.